# Cigarettes, Whisky et P'tites Pépées
Pour plus de détails, voir Fiche technique et Distribution.
Cigarettes, Whisky et P'tites Pépées est un film français réalisé par Maurice Régamey et sorti en 1958.

## Synopsis
Pour renflouer les caisses de leur club de la Côte d'Azur, un groupe de jeunes et jolies sportives n'hésitent pas à exploiter le whisky et les cigarettes trouvés dans la cave lors de fêtes retentissantes. Malheureusement, ce trésor appartient à des trafiquants qui voudraient récupérer leurs biens.

## Fiche technique
- Titre : Cigarettes, Whisky et P'tites Pépées
- Réalisation : Maurice Régamey, assisté de Jacques Besnard
- Scénario : Maurice Régamey et Raymond Caillava
- Photographie : Lucien Joulin
- Décors : Rino Mondellini
- Son : Marcel Royné
- Musique : Henri Betti
  - Chanson composée par Tim Spencer avec des paroles de Jacques Soumet et François Llenas et interprétée par Annie Cordy : Cigarettes, Whisky et P'tites Pépées
- Montage : Louis Devaivre
- Production : Pierre et Maggie Gillet, René Lafuite
- Sociétés de production : Jeannic-Films, Ardennes-Films, Donjon-Films, Consortium Européen de Production (Paris) ; Nepi-Film, Romana-Film (Rome)
- Société de distribution : Jeannic-Films
- Pays de production :  France
- Format : Noir et blanc - 35 mm - 1,37:1 - Mono
- Durée : 90 min
- Genre : Comédie
- Date de sortie : France - 18 octobre 1958

## Distribution
- Annie Cordy : Martine, professeur de gymnastique
- Pierre Mondy : Max, petit trafiquant d'alcool et cigarettes
- Nadine Tallier : Arlette, pensionnaire de l'institut
- Christian Méry : Angelo, lieutenant de Van Dorfelt
- Pierre Doris : Gustave, complice de Max
- Jean Carmet : Martial, douanier
- Armande Navarre : Juliette, cuisinière de l'institut
- Micheline Gary : Véronique, trésorière de l'institut
- Gisèle Grimm : Élisabeth
- Pierre-Jacques Moncorbier : le notaire
- Albert Rémy : un douanier
- René Havard : Fernand, complice de Max
- Franco Interlenghi : Mario, complice de Max (doublé par Hubert Noël
- Reinhard Kolldehoff : Van Dorfelt, chef des trafiquants
- Arielle Coignet : Isabelle
- Pierre Mirat : Abadie, commerçant
- Maurice Régamey : un consommateur
- Jacques Bertrand : le complice d'Angelo
- Bernard Dumaine : le chef de la douane
- Henri Arius : un passager à la douane
- Henri Guegan : un marin bagarreur
- Jacky Blanchot : un marin bagarreur
- Georges Demas : un homme de Van Dorfelt
- Sylvain Lévignac : un homme de Van Dorfelt
- Jean Richard : l'homme qui demande du whisky et se fait assommer (caméo)
- Ellen Bahl
- Jeanne Valérie
- Jany Clair
- Sylvie Adassa : Michèle
- Alessandra Panaro : Micheline
- Dominique Darsac : Jacqueline
- Luis Diaz : le danseur

## Production
Le tournage a eu lieu du 30 juin au 13 août 1958.

## Autour du film
- La chanson du film interprétée par Annie Cordy connut un énorme succès lors de sa sortie sur disque[2]. Elle fut ensuite reprise par Eddie Constantine.
- Le film a été réédité dans une version restaurée chez René Chateau Vidéo en 2006.